# اریک یانسون (دوچرخه‌سوار)
اریک یانسون (انگلیسی: Erik Jansson; ۱۷ مهٔ ۱۹۰۷ – ۲۴ ژوئیهٔ ۱۹۹۳) دوچرخه‌سوار اهل سوئد بود.
وی در مسابقات کشوری و بین‌المللی در مجموع برندهٔ ۱ مدال برنز شده‌است.